# Mohammad Reza Ne'matzadeh

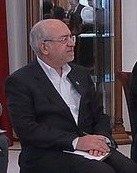
Mohammadreza Nematzadeh

Mohammad Reza Ne'matzadeh (persisch محمدرضا نعمت‌زاده) ist ein iranischer Politiker.

## Leben
Er wurde im August 2013 als  Minister für Industrie, Bergbau und Handel der Regierung Rohani nominiert. Sein Nachfolger im Amt als Industrie- und Handelsminister wurde 2017 Mohammad Shariatmadari.